# Chimonanthus praecox
Espèce
Chimonanthus praecox est une espèce de plantes à fleurs de la famille des Calycanthaceae originaire de Chine. Cette plante est appelée 蜡梅 / 蠟梅, làméi, cantonais Jyutping : laap⁶ mui⁴ en chinois et rōbai (蜡梅) en japonais.

## Étymologie
Le nom latin dérive du grec cheimôn hiver et anthos fleurs, selon la saison de floraison.

## Description
C'est un arbuste à feuilles caduques mesurant 2 à 4 m de haut. Les feuilles sont elliptiques-ovales à oblongues lancéolées, de 7 à 20 cm de long. Il fleurit en hiver avant les feuilles. Les fleurs parfumées d'environ 2.5 cm de diamètre éclosent entre novembre et mars selon la météo, avec des tépales externes jaunes et les internes brun-pourpres. Elles donnent des fruits en forme de gourde de 4 cm de long, qui sèchent en fin de saison.

## Toxicité
Ce buisson, présent dans de nombreux jardins de Nouvelle-Zélande contient de la calycanthine, un alcaloïde convulsivant.

## Habitat et écologie
Essence forestière dans son habitat d'origine en Chine, il pousse en particulier dans les forêts subtropicales, tropicales humide et les bas fond. Il s'est acclimaté dans les jardins d'une grande partie de l'Europe.
Évalué en 2018 par l'Union internationale pour la conservation de la nature, il n'est pas considéré comme menacé. Il est largement présent dans son habitat d'origine en Chine et sa population est stable. Il occupe une surface estimée à 156 km2. De plus, par sa capacité de s'adapter à des conditions pédologiques et climatiques variées, il pourrait supporter des mesures de conservation in-situ.

## Horticulture
Le semis doit être effectué avec des graines fraîches et le jeune plant abrité en hiver. Il peut aussi être multiplié par des boutures en coffre ou des marcottes. Il se contente d'un sol ordinaire et supporte des températures hivernales jusqu'à -15 dans un endroit bien exposé et mi-ombragé.